# Harald Rau
Harald Rau (* 19. August 1965 in Mannheim) ist deutscher Publizist, Kommunikationswissenschaftler und Medienökonom.

## Werdegang
Rau wuchs in Schriesheim an der Bergstraße auf und machte 1984 am dortigen Kurpfalz-Gymnasium sein Abitur. Von 1985 bis 1992 studierte er begleitend zur Tätigkeit als Redaktionsvolontär, Tageszeitungs-, Hörfunk- und TV-Journalist Wirtschaftswissenschaften mit den Schwerpunkten Marketing, Bank- und Börsenwesen und Didaktik der Wirtschaftswissenschaften an der Fernuniversität Hagen sowie in der Folge Journalistik in Dortmund, wo er 1999 am Institut für Journalistik der Technischen Universität über „Redaktionsmarketing als Planungsfaktor regionaler Tageszeitungen“ promovierte. Zwischen 2001 und 2009 war er Lehrbeauftragter mit eigenen Vorlesungen zu Medienökonomie und Interviewtechnik an der Universität Leipzig und bot begleitend Seminare im Diplomstudiengang Journalistik an, 2007 habilitierte er sich in Leipzig mit einer Arbeit über „Qualität in einer Ökonomie der Publizistik“ und erwarb die venia legendi für Kommunikations- und Medienwissenschaft. In den Jahren 2005 und 2006 vertrat er eine Professur für Journalistik (insbesondere Internationale Mediensysteme) in Leipzig, 2008 eine Professur für Erwachsenenbildung/Weiterbildung am Campus Koblenz der Universität Koblenz-Landau. Seit 2009 ist er Professor für Kommunikationsmanagement an der Ostfalia Hochschule für angewandte Wissenschaften in Salzgitter. Im Dezember 2022 wurde er zum Dekan der größten Fakultät der Hochschule (Fakultät Karl Scharfenberg, Verkehr – Sport – Tourismus – Medien) gewählt.
Seine Schwerpunkte in Lehre und Forschung liegen in den Bereichen Medienmanagement und Medienökonomie mit besonderer Betonung publizistischer Ökonomie. Bis 2023 war er Senator der Ostfalia Hochschule für angewandte Wissenschaften und Mitglied der Forschungskommission, zwischen 2014 und 2023 auch Forschungsbeauftragter der Karl-Scharfenberg-Fakultät am Campus Salzgitter der Hochschule. Er ist Mitglied im Lenkungskreis des Leibniz-WissenschaftsCampus „Postdigitale Partizipation“ (Braunschweig), war zwischen 2016 und 2022 Präsident des Marketing-Club Braunschweig und ist Fellow im Netzwerk Lehre-hoch-n.
Bei den Kommunalwahlen in Niedersachsen 2021 kandidierte er erfolglos für das Amt des Oberbürgermeisters von Salzgitter. Der parteilose Rau wurde von der SPD und von Bündnis 90/Die Grünen unterstützt.

## Berufspraxis
Von 1984 bis 2009 arbeitete er als Journalist, Fernsehautor und Moderator mit den Schwerpunkten Wirtschaft, Regional- und Landespolitik sowie Sport. Darüber hinaus realisierte Rau als Autor und Regisseur für Wirtschaftsfilm zahlreiche nationale und internationale Projekte – insbesondere für DAX30-Unternehmen; er formatierte in den 1990er Jahren mit BASF-TV das erste öffentlich ausgestrahlte, deutschsprachige und von zwei Landesmedienanstalten kontrollierte Business-TV-Magazin, er beriet deutsche Politiker in Fragen strategischer Kommunikation und begleitete in der Kommunalverwaltung den Aufbau des ersten Newsdesks mit Dezernatsschwerpunkten für eine deutsche Großstadt.
Journalist, Berater und Redaktionsleiter war er unter anderem bei den folgenden Medienunternehmen (alphabetische Reihung):
- Bloomberg Deutschland (Frankfurt)
- F.A.Z. Electronic Media (Frankfurt)
- Mannheimer Morgen (Mannheim)
- Presseverlag Plötz (Berlin)
- Rhein-Neckar-Fernsehen GmbH (Mannheim)
- RTL (Köln)
- Süddeutscher Rundfunk (heute: Südwestrundfunk)
- Südwestdeutsche Verlagsanstalt (Mannheim)
- Weinheimer Nachrichten (Weinheim)

## Schriften (Auszug)
- 1994: Key-Account-Management. Konzepte für wirksames Beziehungsmanagement, Wiesbaden, Gabler.
- 1996: Benchmarking – Von den Besten lernen, Wiesbaden, Gabler.
- 2000: Redaktionsmarketing, Journalismus als Planungsfaktor in der Positionierung regionaler Tageszeitungen, Wiesbaden, Deutscher Universitätsverlag; zugl. Dissertation, TU Dortmund.
- 2000: Mit Benchmarking an die Spitze, Niedernhausen, Falken Management.
- 2007: (Hrsg.) Zur Zukunft des Journalismus, Berlin, Verlag Peter Lang.
- 2007: Qualität in einer Ökonomie der Publizistik. Betriebswirtschaftliche Lösungen für die Redaktion, VS-Verlag, Wiesbaden; zugl. Habilitationsschrift, Universität Leipzig.
- 2013: Einladung zur Kommunikationswissenschaft, Stuttgart, UTB.
- 2014: (Hrsg.) Digitale Dämmerung, Baden-Baden, Nomos.
- 2014: (mit Ehlers, Annika) Startup-Finanzierung in der Medienbranche. Gründer zwischen Bootstrapping und Bankkredit, Crowdfunding und Venture Capital, Baden-Baden, Nomos
- 2016: (mit Hennecke, Chris) Geordnete Verhältnisse?! Verflechtungsstrukturen deutscher TV-Sender, Baden-Baden, Nomos.
- 2016: Der ,Writing Code': Bessere Abschlussarbeiten in kürzerer Zeit, Baden-Baden, Nomos.